# Liga de Voleibol Superior Masculino 2015
La Liga de Voleibol Superior Masculino 2015 si è svolta dal 20 agosto al 17 dicembre 2015: al torneo hanno partecipato 8 franchigie portoricane e la vittoria finale è andata per la terza volta ai Mets de Guaynabo.

## Regolamento
È prevista una regular season in cui le otto squadre partecipanti si affrontano fino ad un totale di ventiquattro incontri, al termine dei quali le prime sei classificate accedono ai play-off scudetto:
- ai quarti di finale le sei squadre vengono divise in due gironi da tre squadre ciascuno, affrontandosi in un doppio round-robin;
- le prime due classificate dei due gironi dei quarti di finale si incrociano alle semifinali, giocate al meglio delle sette gare;
- le formazioni vincenti alle semifinali si affrontano in finale, giocando nuovamente al meglio delle sette gare.

## Squadre partecipanti
Al campionato di Liga de Voleibol Superior Masculino 2015 hanno partecipato otto franchigie, tre delle quali, i Caribes de San Sebastián, i Changos de Naranjito ed i Plataneros de Corozal reduci da una stagione di inattività; una franchigia avente diritto, i Cariduros de Fajardo, ha scelto di non iscriversi e saltare la stagione.
| Club                     | Stagione | Città         | Impianto                         | Stagione precedente                      |
| ------------------------ | -------- | ------------- | -------------------------------- | ---------------------------------------- |
| Capitanes de Arecibo     | dettagli | Arecibo       | Coliseo Manuel Iguina            | 1ª in LVSM, Campioni di Porto Rico       |
| Caribes de San Sebastián | dettagli | San Sebastián | Coliseo Luis Aymat Cardona       | Non iscritti in LVSM                     |
| Changos de Naranjito     | dettagli | Naranjito     | Coliseo Gelito Ortega            | Non iscritti in LVSM                     |
| Gigantes de Carolina     | dettagli | Carolina      | Coliseo Guillermo Angulo         | 6ª in LVSM                               |
| Indios de Mayagüez       | dettagli | Mayagüez      | Palacio de Recreación y Deportes | 4ª in LVSM, semifinali play-off scudetto |
| Mets de Guaynabo         | dettagli | Guaynabo      | Coliseo Mario Morales            | 2ª in LVSM, finale play-off scudetto     |
| Patriotas de Lares       | dettagli | Lares         | Coliseo Félix Méndez Acevedo     | 5ª in LVSM                               |
| Plataneros de Corozal    | dettagli | Corozal       | Coliseo Carmen Zoraida Figueroa  | Non iscritti in LVSM                     |

## Campionato

### Regular season
| Risultati |                           |     |                                   |
|           |                           |     |                                   |
| 20-08     | Arecibo - Lares           | 3-0 | 25-19, 25-16, 25-20               |
| 20-08     | Mayagüez - Carolina       | 3-1 | 25-18, 21-25, 26-24, 26-24        |
| 21-08     | Naranjito - Corozal       | 1-3 | 25-27, 25-16, 22-25, 22-25        |
| 21-08     | San Sebastián - Guaynabo  | 3-1 | 25-21, 27-25, 18-25, 25-16        |
| 22-08     | Carolina - Arecibo        | 3-2 | 25-22, 19-25, 23-25, 25-17, 15-12 |
| 22-08     | Lares - Mayagüez          | 0-3 | 23-25, 19-25, 19-25               |
| 23-08     | Corozal - San Sebastián   | 3-2 | 25-23, 25-21, 18-25, 21-25, 15-10 |
| 23-08     | Guaynabo - Naranjito      | 3-0 | 25-22, 25-17, 25-20               |
| 25-08     | Naranjito - Arecibo       | 0-3 | 23-25, 21-25, 24-26               |
| 25-08     | Mayagüez - San Sebastián  | 3-2 | 10-25, 21-25, 25-22, 25-21, 15-13 |
| 29-08     | San Sebastián - Arecibo   | 3-1 | 23-25, 25-23, 26-24, 25-22        |
| 30-08     | Naranjito - Mayagüez      | 3-2 | 25-20, 25-20, 16-25, 21-25, 16-14 |
| 30-08     | Corozal - Guaynabo        | 0-3 | 23-25, 26-28, 18-25               |
| 03-09     | Guaynabo - Arecibo        | 3-2 | 25-21, 23-25, 18-25, 25-19, 15-8  |
| 03-09     | Corozal - Mayagüez        | 1-3 | 25-21, 19-25, 20-25, 22-25        |
| 04-09     | Lares - Naranjito         | 0-3 | 24-26, 16-25, 20-25               |
| 04-09     | Carolina - San Sebastián  | 3-1 | 15-25, 25-23, 25-23, 25-21        |
| 05-09     | Mayagüez - Guaynabo       | 0-3 | 20-25, 18-25, 22-25               |
| 05-09     | Arecibo - Corozal         | 3-0 | 25-18, 25-18, 25-21               |
| 06-09     | San Sebastián - Lares     | 3-0 | 25-21, 25-20, 25-23               |
| 06-09     | Naranjito - Carolina      | 3-2 | 26-28, 18-25, 25-21, 25-19, 16-14 |
| 08-09     | Carolina - Lares          | 3-0 | 25-12, 25-20, 25-18               |
| 10-09     | Carolina - Corozal        | 3-0 | 25-14, 25-23, 25-20               |
| 10-09     | Guaynabo - Lares          | 3-0 | 25-23, 25-22, 25-14               |
| 11-09     | Naranjito - San Sebastián | 1-3 | 26-28, 19-25, 25-21, 23-25        |
| 11-09     | Mayagüez - Arecibo        | 2-3 | 17-25, 25-21, 21-25, 25-23, 13-15 |
| 12-09     | Corozal - Carolina        | 0-3 | 21-25, 21-25, 19-25               |
| 12-09     | Lares - Guaynabo          | 0-3 | 22-25, 29-31, 23-25               |
| 13-09     | San Sebastián - Naranjito | 3-1 | 25-20, 21-25, 25-20, 25-18        |
| 13-09     | Arecibo - Mayagüez        | 3-0 | 25-19, 25-22, 25-23               |
| 17-09     | Lares - San Sebastián     | 1-3 | 18-25, 24-26, 25-20, 21-25        |
| 17-09     | Carolina - Naranjito      | 3-2 | 25-21, 23-25, 25-22, 14-25, 15-11 |
| 18-09     | Guaynabo - Mayagüez       | 3-0 | 25-23, 25-20, 25-22               |
| 18-09     | Corozal - Arecibo         | 0-3 | 18-25, 17-25, 23-25               |
| 19-09     | Naranjito - Lares         | 3-1 | 18-25, 29-27, 25-20, 25-20        |
| 19-09     | San Sebastián - Carolina  | 3-0 | 25-17, 25-22, 25-22               |
| 20-09     | Arecibo - Guaynabo        | 1-3 | 25-22, 25-27, 17-25, 23-25        |
| 20-09     | Mayagüez - Corozal        | 3-1 | 25-22, 18-25, 25-20, 25-18        |
| 22-09     | Lares - Corozal           | 3-2 | 22-25, 18-25, 25-23, 25-21, 15-11 |
| 22-09     | Guaynabo - Carolina       | 3-0 | 25-20, 25-23, 25-22               |
| 23-09     | Arecibo - San Sebastián   | 3-0 | 25-17, 25-21, 25-21               |
| 23-09     | Mayagüez - Naranjito      | 3-2 | 23-25, 23-25, 25-20, 25-13, 15-10 |
| 24-09     | Lares - Carolina          | 1-3 | 21-25, 19-25, 25-23, 22-25        |
| 24-09     | Guaynabo - Corozal        | 3-1 | 25-23, 23-25, 25-20, 25-20        |
| 26-09     | Corozal - Lares           | 3-0 | 25-19, 25-21, 25-19               |
| 26-09     | Carolina - Guaynabo       | 1-3 | 25-16, 23-25, 26-28, 20-25        |
| 27-09     | Arecibo - Naranjito       | 3-0 | 27-25, 25-23, 25-18               |
| 27-09     | San Sebastián - Mayagüez  | 3-2 | 20-25, 25-20, 23-25, 25-23, 15-11 |

| Risultati |                           |     |                                   |
|           |                           |     |                                   |
| 29-09     | Lares - Arecibo           | 0-3 | 21-25, 15-25, 21-25               |
| 29-09     | Carolina - Mayagüez       | 3-0 | 25-22, 25-22, 28-26               |
| 30-09     | Corozal - Naranjito       | 3-2 | 25-22, 26-24, 22-25, 22-25, 15-13 |
| 30-09     | Guaynabo - San Sebastián  | 0-3 | 25-27, 19-25, 17-25               |
| 01-10     | Arecibo - Carolina        | 3-0 | 25-18, 25-21, 25-19               |
| 01-10     | Mayagüez - Lares          | 3-0 | 25-15, 25-23, 25-19               |
| 02-10     | San Sebastián - Corozal   | 3-0 | 25-23, 25-19, 25-18               |
| 15-10     | Arecibo - Lares           | 3-1 | 25-27, 18-25, 25-17, 25-20        |
| 15-10     | Mayagüez - Carolina       | 3-1 | 20-25, 25-20, 25-22, 25-19        |
| 16-10     | Naranjito - Corozal       | 2-3 | 18-25, 28-26, 21-25, 25-23, 11-15 |
| 16-10     | San Sebastián - Guaynabo  | 1-3 | 25-22, 17-25, 22-25, 18-25        |
| 17-10     | Carolina - Arecibo        | 0-3 | 23-25, 20-25, 21-25               |
| 17-10     | Lares - Mayagüez          | 1-3 | 18-25, 20-25, 25-22, 28-30        |
| 18-10     | Corozal - San Sebastián   | 0-3 | 22-25, 23-25, 16-25               |
| 18-10     | Guaynabo - Naranjito      | 1-3 | 23-25, 25-16, 21-25, 21-25        |
| 20-10     | Arecibo - Corozal         | 3-1 | 24-26, 25-21, 25-21, 25-23        |
| 20-10     | Naranjito - Guaynabo      | 0-3 | 23-25, 23-25, 19-25               |
| 22-10     | Mayagüez - San Sebastián  | 1-3 | 23-25, 25-27, 25-21, 16-25        |
| 22-10     | Naranjito - Arecibo       | 0-3 | 19-25, 19-25, 18-25               |
| 23-10     | Lares - Carolina          | 1-3 | 25-23, 19-25, 22-25, 15-25        |
| 23-10     | Corozal - Guaynabo        | 2-3 | 29-27, 19-25, 22-25, 25-21, 13-15 |
| 24-10     | Naranjito - Mayagüez      | 1-3 | 16-25, 24-26, 25-23, 29-31        |
| 25-10     | Lares - Corozal           | 3-0 | 26-24, 25-20, 25-17               |
| 25-10     | Guaynabo - Carolina       | 3-1 | 25-15, 26-28, 25-17, 25-18        |
| 29-10     | Naranjito - Lares         | 3-0 | 25-20, 25-18, 25-23               |
| 29-10     | Carolina - San Sebastián  | 1-3 | 25-22, 20-25, 20-25, 21-25        |
| 30-10     | Mayagüez - Guaynabo       | 3-2 | 18-25, 25-22, 20-25, 25-23, 15-8  |
| 31-10     | San Sebastián - Lares     | 3-0 | 25-23, 25-19, 25-21               |
| 31-10     | Naranjito - Carolina      | 0-3 | 24-26, 22-25, 22-25               |
| 01-11     | Corozal - Mayagüez        | 3-1 | 22-25, 25-23, 25-22, 25-23        |
| 03-11     | Guaynabo - Arecibo        | 2-3 | 20-25, 25-19, 25-17, 23-25, 12-15 |
| 05-11     | San Sebastián - Naranjito | 3-2 | 21-25, 25-19, 32-30, 23-25, 15-10 |
| 05-11     | Guaynabo - Lares          | 3-1 | 23-25, 25-16, 25-19, 25-19        |
| 05-11     | Arecibo - Mayagüez        | 1-3 | 22-25, 25-14, 19-25, 23-25        |
| 06-11     | Corozal - Carolina        | 3-0 | 25-22, 25-21, 25-10               |
| 07-11     | Lares - San Sebastián     | 0-3 | 21-25, 22-25, 15-25               |
| 07-11     | Mayagüez - Arecibo        | 1-3 | 13-25, 26-24, 18-25, 21-25        |
| 08-11     | Carolina - Guaynabo       | 0-3 | 22-25, 20-25, 23-25               |
| 08-11     | Corozal - Naranjito       | 3-2 | 23-25, 23-25, 25-15, 25-23, 15-9  |
| 09-11     | Lares - Arecibo           | 0-3 | 23-25, 18-25, 25-27               |
| 09-11     | San Sebastián - Mayagüez  | 3-1 | 25-20, 25-18, 23-25, 25-23        |
| 10-11     | Naranjito - Guaynabo      | 3-2 | 20-25, 19-25, 26-24, 25-22, 15-12 |
| 11-11     | Mayagüez - Lares          | 3-0 | 25-22, 25-21, 28-26               |
| 11-11     | Carolina - Corozal        | 0-3 | 22-25, 15-25, 22-25               |
| 11-11     | Arecibo - San Sebastián   | 0-3 | 22-25, 21-25, 23-25               |
| 13-11     | Guaynabo - Corozal        | 3-0 | 25-18, 25-20, 25-22               |
| 13-11     | Carolina - Naranjito      | 0-3 | 23-25, 23-25, 30-32               |
| 13-11     | San Sebastián - Arecibo   | 3-1 | 24-26, 25-21, 25-21, 25-23        |

#### Classifica
| Pos. | Squadra                  | Pt | G  | V  | P  | SV | SP | Ratio | PF    | PS    | Ratio |
| ---- | ------------------------ | -- | -- | -- | -- | -- | -- | ----- | ----- | ----- | ----- |
| 1    | Caribes de San Sebastián | 57 | 24 | 19 | 5  | 63 | 28 | 2.250 | 2 146 | 1 966 | 1.092 |
| 2    | Mets de Guaynabo         | 55 | 24 | 18 | 6  | 62 | 28 | 2.214 | 2 119 | 1 928 | 1.099 |
| 3    | Capitanes de Arecibo     | 48 | 23 | 16 | 7  | 56 | 27 | 2.074 | 1 940 | 1 765 | 1.099 |
| 4    | Indios de Mayagüez       | 39 | 24 | 13 | 11 | 49 | 46 | 1.065 | 2 130 | 2 126 | 1.002 |
| 5    | Gigantes de Carolina     | 32 | 24 | 11 | 13 | 40 | 46 | 0.870 | 2 006 | 2 063 | 0.972 |
| 6    | Plataneros de Corozal    | 25 | 23 | 9  | 14 | 34 | 52 | 0.654 | 1 868 | 1 955 | 0.955 |
| 7    | Changos de Naranjito     | 24 | 24 | 7  | 17 | 37 | 59 | 0.627 | 2 001 | 2 119 | 0.944 |
| 8    | Patriotas de Lares       | 5  | 24 | 2  | 22 | 13 | 68 | 0.191 | 1 701 | 1 989 | 0.855 |

| Ai play-off scudetto |

### Play-off scudetto

#### Quarti di finale

##### Girone A

###### Risultati
| Gara 1 |                         |     |                            |
|        |                         |     |                            |
| 17-11  | San Sebastián - Corozal | 3-1 | 19-25, 25-22, 25-23, 25-23 |

| Gara 2 |                   |     |                                   |
|        |                   |     |                                   |
| 18-11  | Arecibo - Corozal | 2-3 | 25-10, 18-25, 25-19, 26-28, 12-15 |

| Gara 3 |                         |     |                     |
|        |                         |     |                     |
| 20-11  | San Sebastián - Arecibo | 0-3 | 20-25, 24-26, 25-27 |

| Gara 4 |                   |     |                                   |
|        |                   |     |                                   |
| 22-11  | Corozal - Arecibo | 3-2 | 15-25, 25-22, 25-19, 17-25, 15-13 |

| Gara 5 |                         |     |                            |
|        |                         |     |                            |
| 23-11  | Corozal - San Sebastián | 1-3 | 22-25, 22-25, 25-23, 21-25 |

| Gara 6 |                         |     |                            |
|        |                         |     |                            |
| 24-11  | Arecibo - San Sebastián | 3-1 | 21-25, 27-25, 25-20, 25-18 |

| \| Gara di spareggio \| \| \| \| \| \| \| \| \| \| 27-11 \| San Sebastián - Corozal \| 2-3 \| 19-25, 25-14, 25-22, 21-25, 12-15 \| |                         |     |                                   |
| Gara di spareggio |                         |     |                                   |
| |                         |     |                                   |
| 27-11 | San Sebastián - Corozal | 2-3 | 19-25, 25-14, 25-22, 21-25, 12-15 |

###### Classifica
| Pos. | Squadra                  | Pt | G | V | P | SV | SP | Ratio | PF | PS | Ratio |
| ---- | ------------------------ | -- | - | - | - | -- | -- | ----- | -- | -- | ----- |
| 1    | Capitanes de Arecibo     | 6  | 4 | 2 | 2 | 10 | 7  |       |    |    |       |
| 2    | Caribes de San Sebastián | 6  | 4 | 2 | 2 | 7  | 8  |       |    |    |       |
| 3    | Plataneros de Corozal    | 6  | 4 | 2 | 2 | 8  | 10 |       |    |    |       |

##### Girone B

###### Risultati
| Gara 1 |                     |     |                     |
|        |                     |     |                     |
| 16-11  | Carolina - Mayagüez | 3-0 | 25-22, 25-23, 25-22 |

| Gara 2 |                     |     |                                   |
|        |                     |     |                                   |
| 17-11  | Mayagüez - Guaynabo | 2-3 | 12-25, 25-22, 25-21, 18-25, 13-15 |

| Gara 3 |                     |     |                            |
|        |                     |     |                            |
| 19-11  | Guaynabo - Carolina | 1-3 | 26-24, 25-27, 22-25, 26-28 |

| Gara 4 |                     |     |                            |
|        |                     |     |                            |
| 20-11  | Guaynabo - Mayagüez | 3-1 | 20-25, 25-18, 25-15, 25-18 |

| Gara 5 |                     |     |                            |
|        |                     |     |                            |
| 22-11  | Mayagüez - Carolina | 1-3 | 18-25, 21-25, 25-17, 27-29 |

| Gara 6 |                     |     |                            |
|        |                     |     |                            |
| 23-11  | Carolina - Guaynabo | 3-1 | 22-25, 25-16, 25-23, 25-20 |

###### Classifica
| Pos. | Squadra              | Pt | G | V | P | SV | SP | Ratio | PF | PS | Ratio |
| ---- | -------------------- | -- | - | - | - | -- | -- | ----- | -- | -- | ----- |
| 1    | Gigantes de Carolina | 8  | 4 | 4 | 0 | 12 | 3  |       |    |    |       |
| 2    | Mets de Guaynabo     | 6  | 4 | 2 | 2 | 8  | 9  |       |    |    |       |
| 3    | Indios de Mayagüez   | 4  | 4 | 0 | 4 | 4  | 12 |       |    |    |       |

#### Semifinali
|  | Semifinali            | Semifinali            | Semifinali            | Semifinali            | Semifinali            | Semifinali | Semifinali | Semifinali | Semifinali |  |  | Finale | Finale               | Finale               | Finale               | Finale               | Finale | Finale | Finale | Finale |  |
|  |                       |                       |                       |                       |                       |            |            |            |            |  |  |        |                      |                      |                      |                      |        |        |        |        |  |
|  | Mets de Guaynabo      | Mets de Guaynabo      | Mets de Guaynabo      | 3                     | 2                     | 0          | 3          | 3          | 3          |  |  |        |                      |                      |                      |                      |        |        |        |        |  |
|  | Capitanes de Arecibo  | Capitanes de Arecibo  | Capitanes de Arecibo  | 1                     | 3                     | 3          | 2          | 1          | 1          |  |  | 1      | Mets de Guaynabo     | Mets de Guaynabo     | Mets de Guaynabo     | Mets de Guaynabo     | 3      | 3      | 3      | 3      |  |
|  | Gigantes de Carolina  | Gigantes de Carolina  | Gigantes de Carolina  | Gigantes de Carolina  | Gigantes de Carolina  | 3          | 3          | 3          | 3          |  |  | 2      | Gigantes de Carolina | Gigantes de Carolina | Gigantes de Carolina | Gigantes de Carolina | 1      | 1      | 1      | 0      |  |
|  | Plataneros de Corozal | Plataneros de Corozal | Plataneros de Corozal | Plataneros de Corozal | Plataneros de Corozal | 0          | 2          | 1          | 1          |  |  |        |                      |                      |                      |                      |        |        |        |        |  |

| Gara 1 |                    |     |                            |
|        |                    |     |                            |
| 28-11  | Arecibo - Guaynabo | 1-3 | 25-17, 21-25, 23-25, 15-25 |
| 29-11  | Carolina - Corozal | 3-0 | 25-26, 30-28, 25-21        |

| Gara 2 |                    |     |                                   |
|        |                    |     |                                   |
| 30-11  | Guaynabo - Arecibo | 2-3 | 25-21, 25-22, 17-25, 22-25, 12-15 |
| 01-12  | Corozal - Carolina | 2-3 | 22-25, 25-20, 24-26, 25-21, 10-15 |

| Gara 3 |                    |     |                            |
|        |                    |     |                            |
| 02-12  | Guaynabo - Arecibo | 0-3 | 21-25, 15-25, 17-25        |
| 03-12  | Corozal - Carolina | 1-3 | 25-15, 26-28, 22-25, 19-25 |

| Gara 4 |                    |     |                                   |
|        |                    |     |                                   |
| 04-12  | Arecibo - Guaynabo | 2-3 | 17-25, 22-25, 25-23, 25-15, 10-15 |
| 05-12  | Carolina - Corozal | 3-1 | 25-20, 22-25, 25-22, 30-28        |

| Gara 5 |                    |     |                            |
|        |                    |     |                            |
| 06-12  | Guaynabo - Arecibo | 3-1 | 25-16, 18-25, 25-23, 25-20 |

| Gara 6 |                    |     |                            |
|        |                    |     |                            |
| 07-12  | Arecibo - Guaynabo | 1-3 | 27-25, 17-25, 16-25, 19-25 |

#### Finale
| Gara 1 |                     |     |                            |
|        |                     |     |                            |
| 11-12  | Guaynabo - Carolina | 3-1 | 23-25, 25-21, 25-23, 25-22 |

| Gara 2 |                     |     |                            |
|        |                     |     |                            |
| 13-12  | Carolina - Guaynabo | 1-3 | 22-25, 25-19, 22-25, 18-25 |

| Gara 3 |                     |     |                            |
|        |                     |     |                            |
| 15-12  | Guaynabo - Carolina | 3-1 | 25-16, 25-23, 21-25, 25-20 |

| Gara 4 |                     |     |                     |
|        |                     |     |                     |
| 17-12  | Carolina - Guaynabo | 0-3 | 18-25, 23-25, 18-25 |

## Premi individuali
| Premio                   | Giocatore        | Squadra                  |
| ------------------------ | ---------------- | ------------------------ |
| MVP della Regular Season | Jeffrey Ptak     | Caribes de San Sebastián |
| MVP della Finale         | Juan Vázquez     | Mets de Guaynabo         |
| Miglior palleggiatore    | Ángel Pérez      | Mets de Guaynabo         |
| Miglior esordiente       | Josué Rivera     | Plataneros de Corozal    |
| Rising star              | Juan Vázquez     | Mets de Guaynabo         |
| Miglior allenatore       | Ramón Hernández  | Plataneros de Corozal    |
| Miglior presidente       | José Pérez       | Mets de Guaynabo         |
| All-Star Team            | Ángel Pérez      | Mets de Guaynabo         |
| All-Star Team            | Jackson Rivera   | Indios de Mayagüez       |
| All-Star Team            | Yunieski Ramírez | Gigantes de Carolina     |
| All-Star Team            | Jeffrey Ptak     | Caribes de San Sebastián |
| All-Star Team            | Mannix Román     | Indios de Mayagüez       |
| All-Star Team            | Jessie Colón     | Caribes de San Sebastián |
| All-Star Team            | Víctor Cosme     | Caribes de San Sebastián |